# Embryonic
Embryonic è il dodicesimo album discografico del gruppo musicale statunitense The Flaming Lips, pubblicato nel 2009.
L'album ha raggiunto la posizione numero 8 della Billboard 200.

## Tracce
CD 1
1. Convinced of the Hex – 3:56
2. The Sparrow Looks Up at the Machine – 4:14
3. Evil – 5:38
4. Aquarius Sabotage – 2:11
5. See the Leaves – 4:24
6. If  2:05
7. Gemini Syringes – 3:41
8. Your Bats – 2:35
9. Powerless – 6:57

CD 2
1. The Ego's Last Stand – 5:40
2. I Can Be a Frog – 2:14
3. Sagittarius Silver Announcement – 2:59
4. Worm Mountain – 5:21
5. Scorpio Sword – 2:02
6. The Impulse – 3:30
7. Silver Trembling Hands – 3:58
8. Virgo Self-Esteem Broadcast – 3:45
9. Watching the Planets – 5:16

Bonus track versione iTunes
1. UFOs Over Baghdad – 5:18
2. What Does It Mean – 5:10
3. Just Above Love – 4:49
4. Anything You Say Now, I Believe You – 6:40

## Formazione
Gruppo
- Wayne Coyne - chitarra, basso, tastiere, voce
- Steven Drozd - chitarra, tastiere, batteria, basso, cori
- Michael Ivins - basso, tastiere, chitarra
- Kliph Scurlock - batteria, percussioni

Altri musicisti
- MGMT - voce e strumenti in Worm Mountain
- Karen O - voce, urla, versi e rumori in Gemini Syringes, I Can Be a Frog e Watching the Planets
- Thorsten Wörmann - parlato in Gemini Syringes e Virgo Self-Esteem Broadcast